# Gonzalo Rubalcaba
Gonzalo Rubalcaba (* 27. května 1963, Havana) je kubánský jazzový pianista a skladatel, několikanásobný držitel ceny Grammy. Ve své hudbě kombinuje prvky americké a kubánské jazzové tradice. Podle amerického časopisu Jazztime je jedním z nejvýraznějších žijících jazzových pianistů.

## Diskografie
- Mi Gran Pasion (1987)
- Live in Havana (1989)
- Giraldilla (1990)
- Discovery: Live at Montreaux (1990)
- The Blessing (1991)
- Images: Live at Mt. Fuji (1991)
- Suite 4 y 20 (1992)
- Rapsodia (1992)
- Imagine (1993)
- Diz (1993)
- Concatenacion (1995)
- Flying Colors (1997) (s Joe Lovanem)
- Antiguo (1998)
- Inner Voyage (1999)
- Supernova (2001)
- Inicio (2001)
- Nocturne (2001) (s Charlie Hadenem)
- Paseo (2004)
- Land Of The Sun (2004) (s Charlie Hadenem)
- Solo (2006)
- Avatar (2008)
- Fé (2010)

### Jako spoluhráč
- Habana Vive (Tony Martinez)
- Mafarefun (Tony Martinez)
- Rendezvous in New York (Chick Corea)
- Think Tank (Pat Martino)
- Codes (Ignacio Berroa)